# İsa Akgöl
İsa Akgöl (* 10. Januar 1989 in Söke) ist ein türkischer Fußballspieler.

## Karriere

### Verein
Akgöl kam in Söke auf die Welt und begann mit dem Vereinsfußball in der Jugend von Söke Gençlikspor. 2005 wechselte er dann in die Jugendabteilung von Altay Izmir. 2006 wurde er als Siebzehnjähriger mit einem Profivertrag ausgestattet und spielte eine Saison für die Reservemannschaft. Zur Saison 2007/08 wurde er in den Profikader involviert und gab in der Ligabegegnung vom 12. Januar 2008 gegen Orduspor sein Profidebüt. Für Altay spielte Akgöl bis ins Jahr 2012 nur als Ergänzungsspieler und verbrachte die Rückrunde der Saison 2010/11 bei Tepecikspor. Erst in der Saison 2012/13 stieg er zum Stammspieler auf und absolvierte bis zum Saisonende 28 Ligaspiele.
Zur Saison 2013/14 wechselte er zum Zweitligisten Gaziantep Büyükşehir Belediyespor. Im Sommer 2014 kehrte er nach Izmir zurück und heuerte beim Drittligisten Göztepe Izmir an. Zwei Spielzeiten später wurde er vom Drittligisten Aydınspor 1923 verpflichtet.

### Nationalmannschaft
Akgöl spielte 2008 sechs Mal für die türkischen U-19-Nationalmannschaft.